# Killer7
Killer7 est un jeu vidéo d'action-aventure développé par Grasshopper Manufacture et édité par Capcom en 2005 sur GameCube et PlayStation 2. Un remaster sur PC est annoncé en mai 2018 et sort en novembre de la même année.

## Système de jeu
Le joueur dirige un personnage qui peut revêtir différentes incarnations, auxquelles correspondent différentes armes et capacités, que l'on peut améliorer au cours du jeu, et une barre de vie représentée par un œil plus ou moins ouvert. La jouabilité est assez inhabituelle par rapport à d'autres jeux d'action : le jeu est très dirigiste et le joueur évolue sur des « rails », ne pouvant choisir sa direction qu'aux embranchements. En effet, un bouton sert à courir (le joueur ne choisit pas la trajectoire, il ne peut qu'avancer ou s'arrêter), un autre à se retourner, un troisième à sortir son arme.
Lorsque le joueur dégaine, l'écran passe alors en vue subjective, et le joueur dirige le viseur avec le stick analogique, et peut scanner ce qu'il voit (le scan se fait en un instant, il s'agit de la seule façon de voir les ennemis qui, sans cela, sont invisibles), tirer, recharger et effectuer certaines actions spéciales qui dépendent du personnage utilisé.
Les ennemis sont invisibles et seul leur rire retentissant permet de deviner leur présence. Ils se déplacent vers le joueur et se font exploser à son contact. Le joueur doit alors tuer ces ennemis avant qu'ils ne l'atteignent, récoltant du sang à chaque ennemi tué. Le joueur doit scanner l'écran pour les voir, et leur tirer dessus. Le nombre de balles nécessaires est variable selon le personnage utilisé, mais les ennemis ont un point faible sous la forme d'une zone jaune, qu'il convient d'atteindre pour les détruire en un coup et récupérer plus de sang. Le sang obtenu peut être utilisé pour regagner de la vie, ou pour « acheter » des améliorations de capacités des incarnations du héros.

## Personnages

### Le clan Smith
Harman Smith alias « Le maître » possède sept personnalités différentes, sept assassins aux spécialités distinctes. Il ne faut pas se fier aux apparences, il a beau être sur fauteuil roulant et avoir besoin qu'on s'occupe de lui, Harman est le plus grand des Killer7. C'est lui l'original, et la personnalité de base. Il est obsédé par la destruction de son ennemi juré Kun Lan.
- Capacité spéciale: Inconnue. Il prétend être un « tueur de dieu » avec des pouvoirs illimités une fois réveillés.
- Arme : Fusil perce-armure.

Garcian Smith alias « Le nettoyeur » est la seule personnalité de Killer7 capable de communiquer avec Harman directement. Il s'est auto-proclamé « le nettoyeur » et porte une valise. Sa télégnosie, vue paranormale, lui permet de scanner les Sourires Célestes malgré leur camouflage (à noter que toutes les autres personnalités du Killer7 peuvent utiliser cette capacité). Il vit dans un mobile-home dans la banlieue de Seattle.
- Capacité spéciale : Ressusciter les autres personnalités du Killer7.
- Arme : Pistolet avec silencieux; Pistolet en or (à la fin).
- Pays d'origine : États-Unis

Lors de la dernière mission, il est révélé que le vrai nom de Garcian Smith est Emir Parkreiner, un tueur à gage qui, à l'âge de 13 ans, a tué l'ensemble des membres du Killer7 dans l'Union Hôtel de Philadelphie.
Dan Smith alias « Le Trublion » est un assassin extravagant qui adore étaler ses talents de combats. Dan déteste Harman, et il attend le bon moment pour le tuer.
- Capacité spéciale : Utiliser son sang pour faire des balles « démoniaques » servant au « Demon Shell ».
- Arme : Colt Python 0.357 à tir chargé x3 déclenchant le « Demon Shell » ; Gagne le revolver démoniaque au cours du jeu, à tir chargé x3, plus puissant et possédant deux barillés permettant douze coups (au lieu de six pour le précédent). Rechargement rapide.
- Pays d'origine : Irlande

Kaede Smith alias « Pieds nus » est la seule femme du Killer7. Timide et réservée, elle préfère le fusil de précision aux armes de combat rapproché utilisées par les autres personnalités. Mais si un ennemi s'approche trop d'elle, elle fait mieux que se défendre.
- Capacité spéciale : Supprimer les barrières invisibles avec la « blood shower ».
- Arme : AMT Hardballer, automatique de précision à lunette. Rechargement peu rapide.
- Pays d'origine : Japon/États-Unis

Coyote Smith est un maître voleur, capable de débloquer toutes les serrures et d'escalader les murs pour infiltrer un bâtiment par les toits.
- Capacités spéciales : Crocheteur, saut longue distance.
- Arme : Enfield .38 à « tir chargé ». Rechargement rapide.
- Pays d'origine : Porto Rico

Con Smith est le plus jeune membre du Killer7. Con est aveugle de naissance mais il est doté d'une ouïe exceptionnelle. Il est victime d'accès de rage meurtrière, sans doute provoqués par son infirmité. Sa petite taille lui permet d'aller là où les autres ne passent pas.
- Capacités spéciales : Super sprint, ouïe sonar.
- Arme : Deux pistolets automatiques à rechargement très rapide.
- Pays d'origine : Chine

Kevin Smith alias « Le Binoclard » est le seul Killer7 qui ne se serve pas d'armes à feu. Kevin est albinos et son arme de prédilection est un couteau à longue lame. Il ne supporte pas la lumière, parle peu et se déplace comme une ombre.
- Capacité spéciale : Invisibilité
- Arme : Couteau (donc pas besoin de recharger). Tir à charge (x2) permettant de lancer une rangée de couteaux.
- Pays d'origine : Grande-Bretagne

Mask de Smith alias « The Mask » prétend avoir été catcheur professionnel, ce qui n'a pas été vérifié à ce jour. Mask possède un physique à toute épreuve et supporte extrêmement bien la douleur.
- Capacité spéciale : Les coups de catch « Spécial Smith » lui permet de transpercer les obstacles, peut détruire les murs ayant une brèche et gagne une nouvelle tenue le rendant encore plus puissant au cours du jeu.
- Arme : Deux lance-grenades très puissants (peuvent tuer 2 smiles à la fois) qui, en plus d'utiliser des explosifs standard, peuvent également lancer des grenades électriques et des grenades gravitationnelles. Rechargement après chaque coup.
- Pays d'origine : Mexique

### Fantômes
Iwazaru est un fantôme qui sert le Killer7. Son nom complet est Wenzel Diel Boris Iwazarskof VII, mais son identité n'est pas vérifiée. Il est le guide du Killer 7 et lui donne des informations relatives au déroulement du jeu ou au gameplay.
Travis Bell fut la toute première cible du Killer7. Comme Iwazaru, c'est un fantôme qui offre des informations, mais plus centrées sur le scénario et le récit. Ses motivations restent inconnues du Killer7.
Christopher Mills est le seul qui puisse proposer des nouvelles missions au Killer7. Il prépare ses coups avec Garcian. Il est obsédé par les voitures.
Samantha Sitbon est la servante dévouée à Harman. Dès que celui-ci fait la sieste, la gentille soubrette se mue en une femme perverse et sadique. Un personnage pour le moins détonnant au service de Harman.
Susie Summer est une jeune fille dont la tête décapitée apparaît dans des endroits insolites pour offrir au Killer7 des anneaux aux propriétés différentes.
Kess BloodySunday est le fantôme d'un garçon passionné par les explosions. Il donne des renseignements sur chaque nouveau type de Sourire Céleste.
Yoon-Huyn est un fantôme qui tient un masque dans sa main. Il fournit aux Killer 7 des renseignements portant sur les énigmes ; et si le joueur souhaite des informations complémentaires, il peut tirer dans le masque qui, en échange d'un peu de sang, les lui fournira.
Mizaru est un fantôme qui aide Kaede à briser les barrières invisibles. Iwazaru la présente comme son ex-femme.
Kikazaru est un fantôme qui apparaît juste avant que le Killer7 ne découvre une balle d'âme.

### Ennemis
Kun Lan est un psychopathe venu des enfers. Le cerveau qui se cache derrière les actes odieux des Sourires Célestes. Harman Smith prétend avoir tué Kun il y a longtemps. Mais 30 ans plus tard, Lan refait surface...
Sourires Célestes (Heavens Smiles) : Kun Lan se sert d'un virus pour transformer les gens ordinaires en Sourires Célestes. Une fois transformés, ces monstres ricanants se jettent sur les humains et s’autodétruisent en tels des kamikazes. Ils sont presque invisibles. Le Killer7 les détecte en écoutant leurs rires et en scannant l'environnement à l'aide des pouvoirs de télégnosie de Garcian.

## Développement
L'équipe de développement du jeu est dirigée par Goichi Suda, le scénario est réalisé par Goichi Suda et Shinji Mikami, ce dernier en est par ailleurs le producteur exécutif.
La réalisation technique du jeu est très étonnante, le jeu est en 3D souvent non texturée (rappelant par là les jeux Interstate '76 et Interstate '82), ou avec des textures simples de type aplats ou dégradés. Ce style graphique est bien exploité et contribue (avec la partie sonore, et le gameplay) à installer une atmosphère étrange et oppressante.

## Accueil
- Consoles + 14/20
- Edge 8/10
- Famitsu 36/40
- GameSpot 8,3/10
- Joypad 8/10
- IGN 8,1/10
- Nintendo le magazine officiel 8/10

Malgré ce succès critique, le jeu fut un échec commercial probablement à cause de sa violence et de sa thématique, Mais aussi des scènes de rapport sexuels dans le jeu et demande sa classification PEGI 18 en France et ESRB M pour les États-Unis.

## Clins d'oeil
Killer7 est le nom d'un des trois magnums présents dans le jeu vidéo Resident Evil 4, développé et édité par Capcom et sorti en 2005. 